# Mincemeat

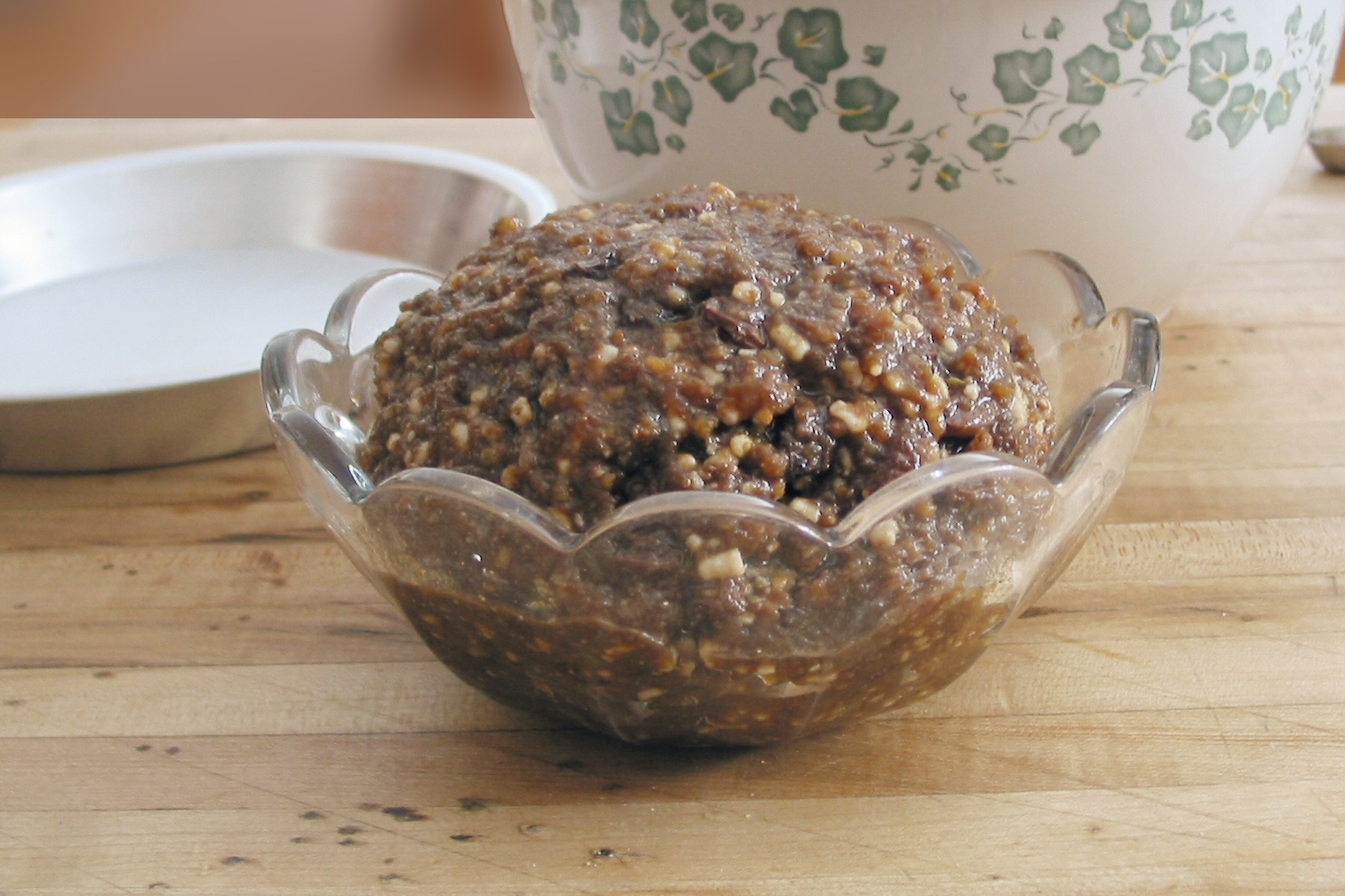
Mincemeat

Mincemeat ist eine Mischung aus klein gehacktem Trockenobst, Weinbrand und Gewürzen, die manchmal auch noch Rindernierenfett, Rindfleisch und Wildbret enthält. Ursprünglich war Fleisch immer dabei, was heutzutage nicht mehr zwingend ist. Manche moderne Rezepte sehen Rindernierenfett vor, Vegetarier verwenden stattdessen aber pflanzliches Shortening. Mincemeat findet man in verschiedenen Variationen in Großbritannien, Irland, der Bretagne, Nordeuropa, in den USA und in Kanada. 'Mincemeat' ist nicht mit 'minced meat' (Hackfleisch) zu verwechseln.

## Geschichte und Variationen
Englische Rezepte für Pies aus dem 15., 16. und 17. Jahrhundert beschreiben als Füllung eine Mischung aus Fleisch und Früchten,  Essig und Wein, während später im 18. Jahrhundert zunehmend Spirituosen – oft Brandy – Verwendung fanden. Der Einsatz von Gewürzen wie Gewürznelken, Muskatnüssen und Zimt sind typisch für Fleischgerichte aus dem späten Mittelalter und der frühen Renaissance. Die durch den Fruchtzucker entstehende Süße lässt Mincemeat zu einem weniger herzhaften Gericht werden und trugen dazu bei, es zunehmend unter den Desserts anzusiedeln.

### Ein Rezept aus dem 16. Jahrhundert
“Pyes of mutton or beif must be fyne mynced & seasoned with pepper and salte and a lȳtel saffron to colour it / suet or marrow a good quantitie / a lȳtel vynegre / pruynes / great reasons / and dates / take the fattest of the broath of powdred beefe. And if you will have paest royall / take butter and yolkes of egges & so to temper the floure to make the paest.”

„Pie[füllung] aus Schaf- oder Rindfleisch müssen fein gehackt und mit Pfeffer und Salz gewürzt werden, sowie ein wenig Safran um es zu färben. Füge eine gute Menge Rinderfett oder Mark hinzu, ein wenig Essig, Trockenpflaumen, Rosinen und Datteln. Verwende die fetteste Brühe von gesalzenem Rind. Und wenn Du königliches Backwerk möchtest, nimm Butter und Eigelb und mische sie mit Mehl um den Teig zu machen.“

Zu Mitte bis Ende des 18. Jahrhunderts wurde Mincemeat zunehmend mit altmodischer, ländlicher oder häuslicher Küche in Verbindung gebracht. Im viktorianischen England konnte sich das Gericht jedoch wieder als Rezept für die Feiertage etablieren.

### Ein Rezept aus dem 19. Jahrhundert von „Mrs. Beeton“
- 2 Pfund Rosinen
- 3 Pfund Korinthen
- 1 1/2 Pfund mageres Rindfleisch
- 3 Pfund Rindernierenfett
- 2 Pfund feuchten Zucker
- 2 Unzen Zitronat
- 2 Unzen kandierte Zitronenschalen
- 2 Unzen kandierte Orangenschalen
- 1 kleine Muskatnuss
- 1 Pottle (80 oz.) Äpfel
- Die Schale zweier Zitronen, den Saft von einer
- 1/2 Pinte (20 oz.) Brandy

Entsteine und schneide die Rosinen ein- oder zweimal durch, aber hacke sie nicht; wasche, trockne und reinige die Korinthen von Stilen und Schmutz und zerkleinere das Fleisch und das Fett, wobei darauf zu achten ist, das letztere sehr fein zu zerkleinern; schneide das Zitronat und die kandierten Schalen in Streifen, reibe die Muskatnuss und teile, entkerne und hacke die Äpfel; zerkleinere die Zitronenschale, filtere den Saft und wenn alle Zutaten so vorbereitet sind, vermische sie gut miteinander, wobei der Brandy hinzugefügt wird, wenn die anderen Dinge gut durchgemischt sind; drücke das Ganze in ein Gefäß, wobei sorgfältig die Luft herausgedrückt wird, und das Mincemeat kann nach 14 Tagen verwendet werden.
Mitte des 20. Jahrhunderts wurde der Begriff dann auch verwendet, um ähnliche Mixturen zu bezeichnen, die kein Fleisch enthielten und in denen die tierischen Fette ganz oder teilweise durch pflanzliche Fette ersetzt werden können, wodurch dann eine vegetarische Variation entsteht. Viele Rezepte enthalten jedoch weiterhin Wildbret, gehacktes Sirloin-Steak, gehacktes Herz oder manchmal auch Rinderhack, das zusammen mit Rosinen, Gewürzen, zerkleinerten Äpfeln, frischer Zitronenschale und Rindernierenfett, Korinthen, kandierten Früchten, Zitronat sowie Brandy, Rum oder andere Spirituosen verwendet wird. Mincemeat lässt man reifen, sowohl damit sich der Geschmack entfalten kann, als auch um dem Alkohol Zeit zu geben, seine konservierende Wirkung zu entfalten, wobei sich im Laufe der Zeit durch das Zersetzen der Proteine im Fleisch die Textur der Mischung verändert. Konserviertes Mincemeat kann bis zu zehn Jahren aufbewahrt werden.
Mincemeat kann in der Haushaltsküche hergestellt werden und wird oft nach Familienrezepten zubereitet, die je nach Abstammung und Region variieren. Kommerzielle Produkte werden meist ohne Zugabe von Fleisch angeboten. Das Gericht wird oft in der Weihnachtszeit als Füllung für Mince Pies oder Mince Tarts verzehrt. Im Nordosten der Vereinigten Staaten sind Mincemeat Pies außerdem ein traditioneller Bestandteil zu Thanksgiving und werden mitunter zusammen mit Cheddar-Käse serviert.

## Herkunft des Begriffs
Das Wort „mince“ in Mincemeat stammt von den Worten mincen im Mittelenglischen und mincier im Altfranzösischen ab, die sich beide wiederum auf minutiare im Vulgärlatein und minutia im Latein zurückführen lassen, was Kleinheit bezeichnet. Das Wort mincemeat ist eine Adaption des älteren Begriffs minced meat, der sehr fein zerkleinertes Fleisch bezeichnet. Meat wird historisch nicht ausschließlich für Fleisch von Tieren verwendet, sondern auch als allgemeiner Begriff für Nahrungsmittel.